# Ernst Lemmer
Ernst Lemmer (Remscheid, 28 april 1898 - West-Berlijn, 18 augustus 1970) was een Duits christendemocratisch politicus. Ernst Lemmer was de zoon van een architect. 

## Biografie
Lemmer volgde onderwijs aan het gymnasium.
Tijdens de Eerste Wereldoorlog (1914-1918) was Lemmer militair (luitenant). In november/december 1918 was hij lid van een soldatenraad en in 1919 gedelegeerde naar het Congres van Arbeiders- en Soldatenraden te Essen. Van 1918 tot 1933 was hij lid van de Deutsche Demokratische Partei DDP (sinds 1930 Deutsche Staatspartei geheten). Tussen 1919 en 1922 studeerde hij economie.
Van 1922 tot 1923 was Lemmer secretaris-generaal van een arbeiders, middenstanders en ambtenaren vakbond. In 1924 werd hij voor de DDP in de Rijksdag gekozen. Tot 1933 bleef hij lid van de Rijksdag. Daarnaast was hij als journalist actief.
Na de machtsovername van de nazi's (1933) was hij tot het einde van de Tweede Wereldoorlog buitenlandcorrespondent voor diverse kranten. In 1945 was hij lid van een verzetsgroep.
Direct na Duitse capitulatie (mei 1945) werd Lemmer door de Russen aangesteld als plaatsvervangend burgemeester van Kleinmachnow bij Berlijn. Lemmer was één der oprichters van de Christlich-Demokratische Union (de Oost-Duitse CDU). Van 1945 tot 1947 was hij co-voorzitter van de Oost-Duitse CDU (De CDU in de Sovjet-bezettingszone SBZ).
In 1945 was Lemmer een van de oprichters van de Freie Deutscher Gewerkschafsbund (FDGB; vakbond), waarvan hij tot 1949 bestuurslid was. Van 1948 tot 1949 was hij vicevoorzitter van de Kulturbund (Cultuurbond). Na 1947 was hij in een conflict gewikkeld met de Oost-Duitse leiding vanwege de afzetting van CDU-leider Jakob Kaiser.
In mei 1949 vestigde hij zich in West-Berlijn en van 1950 tot 1956 was hij lid van de Bondsdag in Bonn. Lemmer behoorde tot de linkervleugel van de West-Duitse CDU en streefde een nationalisering van de zware industrie na.
Van 1956 tot 1957 was Lemmer in het Duitse kabinet-Adenauer II minister van posterijen en communicatie. In de kabinetten Adenauer III en IV was hij minister voor Gezamenlijke Duitse Aangelegenheden. Vanaf 1964 tot 1965 was hij Bondsminister voor Verdrevenen, Vluchtelingen en Oorlogsslachtoffers in het kabinet-Erhard I. Van 1966 tot 1969 was hij Sonderbeauftragter van kanselier Kiesinger inzake Berlijn.
Vanaf 1956 was Lemmer lid van het West-Berlijnse bestuur van de CDU en van 1961 voorzitter van de CDUD-in-ballingschap.